# 舊普羅維登塞麥比恩潟湖國家自然公園

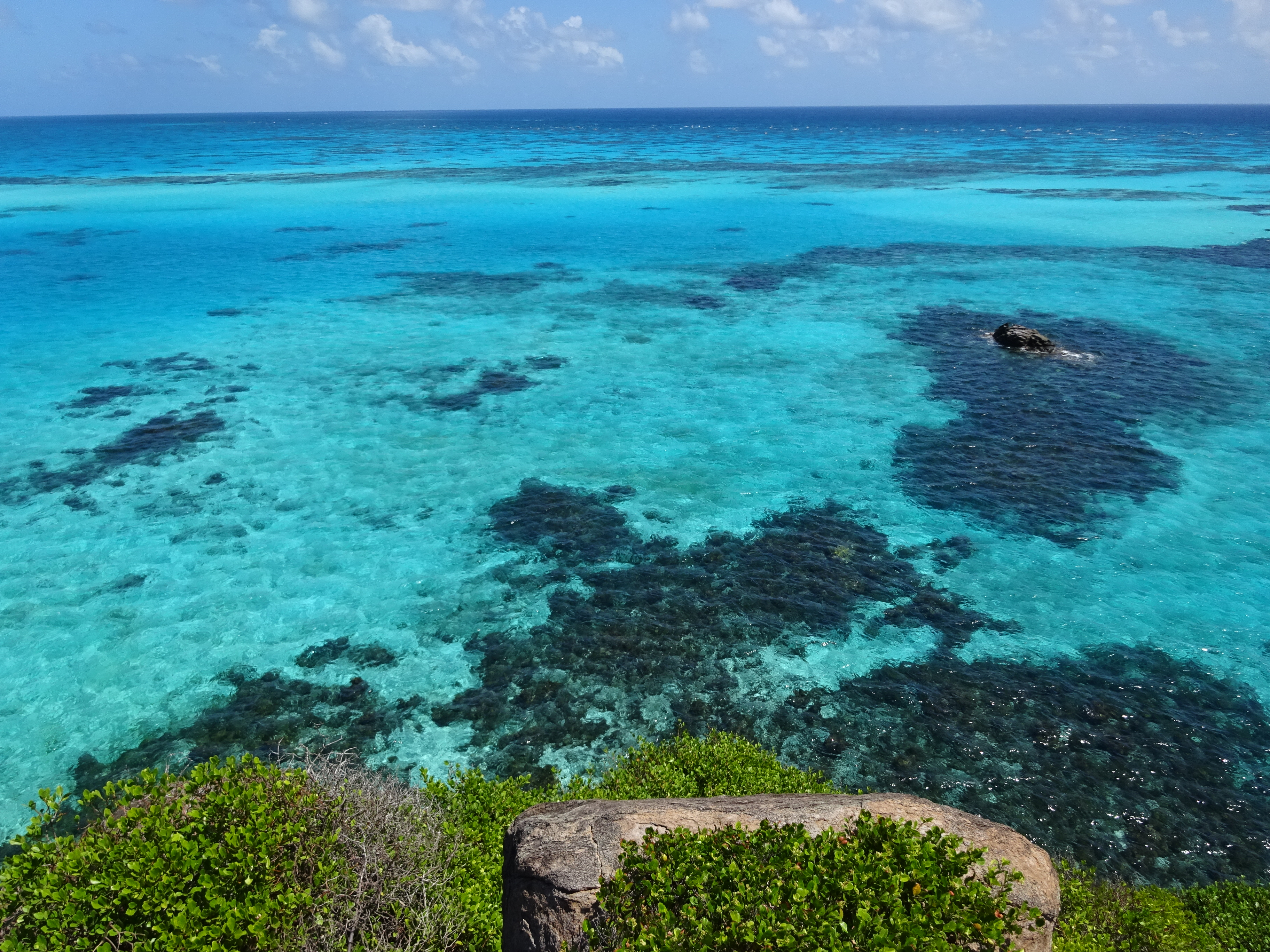

舊普羅維登塞麥比恩潟湖國家自然公園（西班牙語：Parque nacional natural Old Providence McBean Lagoon），是哥倫比亞的國家公園，位於該國東北部普羅維登西亞島，成立於1995年，面積9.95平方公里，每年平均降雨量3,000毫米。